# 鈿
鈿（diàn或tián）是用金銀珠寶、貝殼等鑲嵌的裝飾，用在人或物品之上。
靨鈿指古代婦女面上的飾物，花鈿和鈿朵是婦女額飾（亦借指婦女），近年流行化妝用到的閃石一類裝飾就近似古代的靨鈿、花鈿。
金鈿、翠鈿指用金、翠玉鑲嵌的婦女頭飾。
螺鈿指漆器表面鑲嵌螺殼裝飾。鈿粟是物品上嵌的金粉裝飾

## 其他用法
鈿衍生而指金錢，如銅鈿、車鈿、房鈿、船鈿、佣鈿等。